# Мерилин Менсон
Брајан Хју Ворнер (енгл. Brian Hugh Warner, Кантон, 5. јануар 1969), професионално познат као Мерилин Менсон (енгл. Marilyn Manson), амерички је певач, текстописац, продуцент дискографских записа, глумац, визуелни уметник и бивши музички новинар. Познат је по контроверзној сценској личности и имиџу као певач истоименог бенда, чији је суоснивач 1989. године са гитаристом Дејзи Беркович, а чији је једини преостали стални члан. Као и остали чланови бенда, његово сценско име настало је комбиновањем имена две супротстављене америчке иконе: сексуалног симбола и серијског убице; у Мансоновом случају глумица Мерилин Монрое и злочинац Чарлс Менсон.
Менсон је најпознатији по музици објављеној деведесетих година 20. века, а најпознатији су албуми Портрет америчке породице (1994), Антихрист Суперстар (1996) и Механичке животиње (1998) који су му стекли репутацију у главним медијима као контроверзну фигуру и негативан утицај о младим људима у комбинацији са његовим јавним имиџом. Само у САД три албума су добила платинаст статус, а три су освојила злато, а бенд је имао осам деби издања у топ 10, укључујући два албума број 1. Менсон је рангиран на броју 44 на листи "Топ 100 хеви метал вокала" од стране Хит Парадер- а и заједно са својим бендом номинован је за четири награде Греми.
Менсон је свој филмски првенац снимио као глумац у филму Изгубљени аутопут Дејвида Линча (1997), а од тада се појављује у разним мањим улогама и наступима. Интервјуисан је у политичком документарцу Мајкла Мура о насиљу оружја, Куглање за Колумбајн, и разговарао је о могућим мотивима за масакр у Колумбајну 1999. године, након медијских спекулација да су убице били обожаваоци Менсонове музике; он је негирао наводе да је његова музика чинилац доприноса. У септембру 2002. године у центру савремених изложби у Лос Анђелесу одржана је његова прва уметничка изложба, Златно доба гротеске. На изложби 2010. у бечкој галерији Кунстхале, открио је Генеологију бола, серију од 20 слика на којима је сарађивао са Линчом.

## Детињство
Брајан Хју Ворнер рођен је у Кантону у Охају 5. јануара 1969. године , као једини син Барбаре Ворнер Вајр (умрла 13. маја 2014)  и Хју Енгс Ворнер (умро 7. јула 2017). Енглеског је, немачког и ирског порекла. Такође је тврдио да је његова мајка, чија је породица потицала из Апалачких планина у Западној Вирџинији, имала порекло из племена Сијукси. Као дете, Ворнер је присуствовао епископској цркви своје мајке, иако је његов отац био римокатолик. Похађао је хришћанску школу од првог до десетог разреда. У тој су школи његови инструктори покушали показати деци коју музику не би требали слушати; Ворнер се тада заљубио у оно што "није требало да ради". Ворнер се касније пребацио у ГленОук Хај Скул и тамо је дипломирао 1987. године. Након пресељења са родитељима, 1990. године постао је студент на Бровард Колеџу у Форт Лодердејлу на Флориди. Студирао је новинарство, стичући искуство на том пољу пишући чланке за музички магазин „ 25. паралела“. Такође је интервјуисао музичаре и убрзо је упознао неколико музичара са којима је касније упоређен његов рад, укључујући Груви Мен и Трент Резнор из Nine Inch Nails, а потоњи је касније постао његов ментор и продуцирао свој деби албум.

## Каријера

### Музика
Ворнер и гитариста Скот „Дејзи Берковиц“ Путески су основали музичку групу Мерилин Менсон и Спуки Кидс након разговора у Форт Лодердејлу 1989. Име је касније скраћено на Мерилин Менсон. Док је радио са Спуки Кидс, Менсон се удружио са Џордијем Вајтом (такође познатим као Твиги Рамирезом) и Стивеном Грегоријем Биром млађим (познатим и као Мадона Вејн Гејси) у два споредна пројекта: Satan on Fire, лажно хришћански метал ансамбл у којем је свирао бас гитару и бубњеве у Mrs. Scabtree, сарадничком бенду формираном са Вајтом и тадашњом девојком Џесиком (вокал бенда Jack off Jill) као начин да се избори са уговорним споразумима који су забрањивали Мерилину Менсону да свира у одређеним клубовима.
Године 1993. бенд је привукао пажњу Трента Резнора, који је продуцирао њихов деби албум из 1994. Portrait of an American Family и објавио га за своју издавачку кућу Nothing_Records. Бенд је почео да развија култ следбеника, који је постао већи на турнеји Downward Spiral на којој су учествовали Nine Inch Nails и Џим Роуз заједно са издањем Smells_Like_Children 1995. године. Тај албум је донео бендов први велики МТВ хит са " Sweet Dreams (Are Made of This) ", обрадом хита бенда Eurythmics из 1983. године. Antichrist Superstar (копродуцент Трент Резнор) је био још већи успех.